# Dansk Skolescene
Dansk Skolescene var et dansk børne- og ungdomsteater med base i København og turnéer over hele landet under navnet Landsskolescenen. Teatret blev grundlagt af læreren Thomas P. Hejle i 1924. Dets første direktør var Svend Methling, der ledte teatret frem til 1929.
Udgangspunktet for teatret var den dramatik, der indgik i undervisningen i dansk i folkeskolen. Teatrets forestillinger blev vist for elever fra 6. klasse og opefter. Der var kun sjældent tale om forestillinger skrevet til børn; oftest var det mere eller mindre bearbejede versioner af klassiske skuespil. Fysisk havde teatret til huse på Det Ny Teater fra 1949 til 1961. 
Den høje kvalitet, der havde præget opsætningerne, faldt gradvist i 1960'erne, og teatret lukkede i 1968, hvilket betød, at der dukkede andre teatre op for børn og unge.